# Lee Jung-shin
Dans ce nom coréen, le nom de famille, Lee, précède le nom personnel.
Lee Jung Shin (coréen : 이정신, ou Lee Jeong Shin), né le 15 septembre 1991 à Goyang, est un chanteur, musicien et mannequin sud-coréen, connu comme étant membre du boys band CN Blue.

## Biographie
Jung Shin rejoint le boys band CN Blue en septembre 2009, pour remplacer le bassiste Kwon Kwang Jin après son départ. Il est le plus jeune membre du groupe, ce qui fait de lui le « maknae ». Il est aussi le plus grand, mesurant 1,87 m.
En mars 2011, il joue dans le clip de la chanson Heart to Heart du girl group 4Minute.
Jung Shin déclare que s'il a l'occasion de jouer dans un drama sud-coréen, il interpréterait le rôle d'un homme froid.
Il a pris des cours de comédie pour commencer dans l'avenir une carrière d'acteur. Lee Jung Shin a fait du mannequinat et a posé pour de nombreux magazines, notamment Céci en 2011, Cosmopolitan et Singles, dont il a participé au photoshoot pour la collection de mai 2012.

### Carrière d'acteur
En septembre 2012, pour la première fois, Jung Shin a l'occasion de jouer dans le nouveau drama de KBS, My Daughter Seo-young. Il y interprète le rôle de Kang Sung Jae.
Le 9 mai 2013, on apprend que le jeune chanteur jouera Si Woo dans le drama historique Knife and Flower, dont la diffusion est prévue pour juillet 2013 sur KBS.
Il a également joué dans Cinderella and Four Knights en tant que Kang Seo-woo au côté de Park So-dam en août 2016 diffusé sur TVN.

## Filmographie

### Télévision

#### Séries
- 2012 : My Husband Got a Family : Lui-même
- 2012 : My Daughter Seo-young :  Kang Sung Jae
- 2013 : Knife and Flower : Si Woo
- 2016 : Click Your Heart : Le professeur (caméo ep.1)
- 2016 :

```
Cinderella and Four Knights
 : Kang Seo-woo
```

- 2017 : My Sassy Girl : Kang Joon-young
- 2021 : ‘’ Summer guys ‘’ : Seon woo-chan
- 2022: Shooting Star : Do Soo-hyuk

#### Shows TV
- Avril 2011 : SBS - Strong Heart
- Avril 2012 : KBS - Hello
- Avril 2012 : KBS - Sponge
- Avril 2012 : KBS - Vitamin
- Avril 2012 : KBS - Star King
- Avril 2012 : KBS - Invincible Youth

#### Publicités
- 2012 : Samsung Galaxy Note 10.1 (Corée du Sud)
- 2012 : T.G.I. Friday's (Corée du Sud)
- 2012 : CJ Olive Young (Corée du Sud)
- 2011 : Scotch Puree 10 Berry (Thaïlande)
- 2011 : BangBang (Corée du Sud)
- 2010 : NII (Corée du Sud)
- 2010 : Holika Holika (Corée du Sud)
- 2010 : Sony Ericsson Xperia X10 (Corée du Sud)
- 2010 : Skool Looks (Corée du Sud)

## Apparition dans des clips
- 2011 : 4Minute - Heart to Heart

## Récompenses
- 2015 : 3rd DramaFever Awards - Best Rising Star (Temptation)[7]
- 2016 : 1st Asia Artist Awards - New Actor Award[7]